# Gran Vía (métro de Madrid)
Pour les articles homonymes, voir Gran Via.
Gran Vía (en espagnol : estación de Gran Vía) est une station de correspondance de la ligne 1 et la ligne 5 du métro de Madrid en Espagne. Elle est située sous le Red de San Luis, au niveau de la Gran Vía, dans le district Centro, à Madrid en Espagne.

## Situation sur le réseau

Plan du réseau.

Établie en souterrain, Gran Vía est une station de correspondance de la ligne 1 et la Ligne 5 du métro de Madrid. Elle dispose de deux sous-stations :
Gran Vía L1 est une station de passage de la Ligne 1 du métro de Madrid, située entre la station Chueca, en direction du terminus Pinar de Chamartín, et la station Callao, en direction du terminus Casa de Campo Elle dispose des deux voies de la ligne encadrées par deux quais latéraux ;
Gran Vía L5 est une station de passage de la Ligne 5 du métro de Madrid, située entre la station Alonso Martínez, en direction du terminus Alameda de Osuna, et la station Plaza de España, en direction du terminus Puerta del Sur Elle dispose des deux voies de la ligne encadrées par deux quais latéraux.

## Histoire

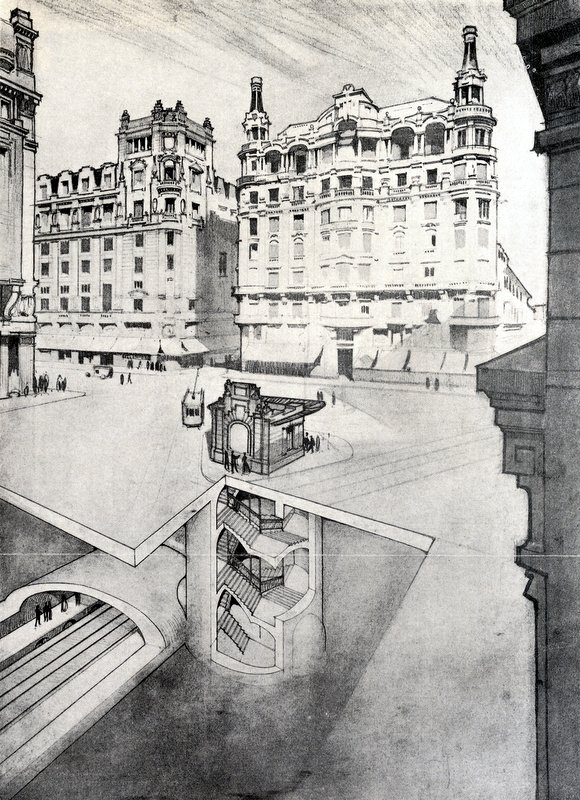
Dessin de l'édicule de la station par Antonio Palacios, 1918

La station, alors dénommée Red de San Luis, est mise en service le 17 octobre 1919 par la Compañía Metropolitana Alfonso XIII, lorsqu'elle ouvre la première ligne de métro de la capitale espagnole, dénommée línea Norte-Sur, entre Sol et Cuatro Caminos.
En 1939, sous le régime franquiste, la future Gran Vía est baptisée avenue José-Antonio en l'honneur de José Antonio Primo de Rivera, tout comme la station.
La station de la ligne 5 est mise en service le 2 mars 1970 lors de l'ouverture du prolongement de la ligne entre Callao et Ventas. La station est renommée Gran Vía le 28 juin 1983.
La station est entièrement fermée au public à partir d'août 2018 et fait l'objet d'importants travaux de modernisation destinés notamment à permettre l'accessibilité aux personnes à mobilité réduite et à la relier par un couloir à la station Sol des trains de banlieue. La réouverture initialement prévue pour 2019 est repoussée à la fin de 2020 ou au début de 2021 en raison des fouilles archéologiques et de problèmes techniques. En novembre 2020, le département des Transports de la communauté de Madrid annonce la fin des travaux à l'été 2021. La réouverture de la station a lieu le 16 juillet 2021.

## Services aux voyageurs

### Accès et accueil
La station possède quatre accès équipés d'escaliers, de treize escaliers mécaniques et de quatre ascenseurs. Située en zone A, elle est ouverte de 6h00 à 1h30.

Installations
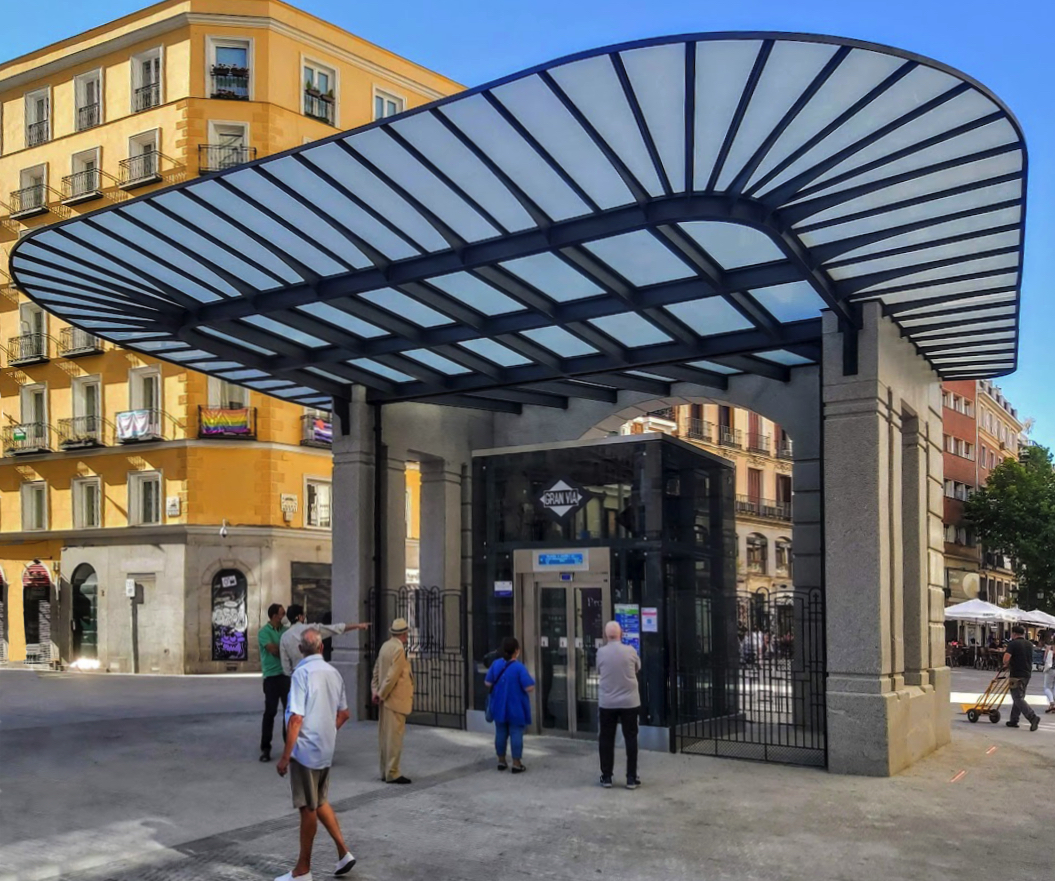
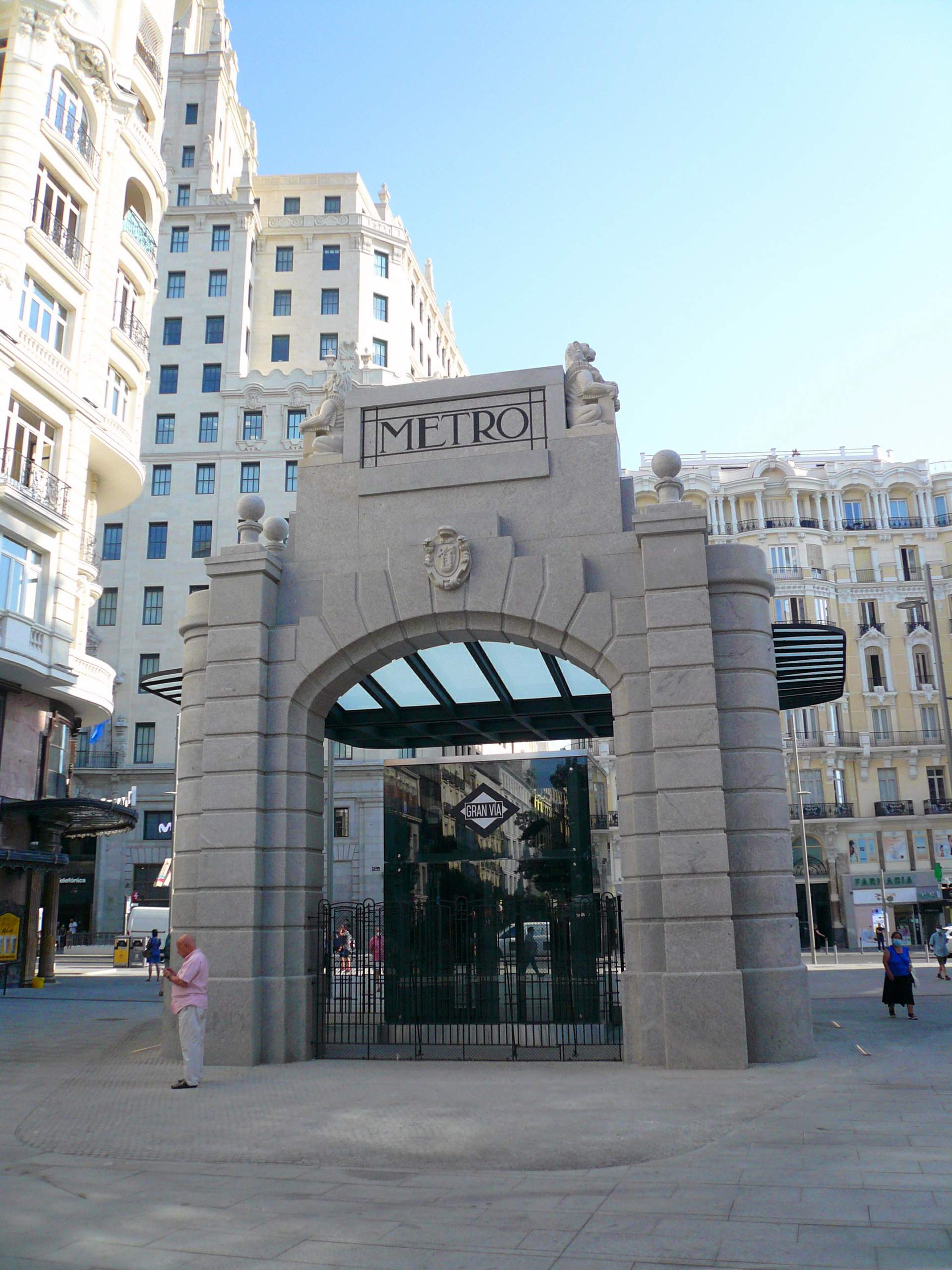
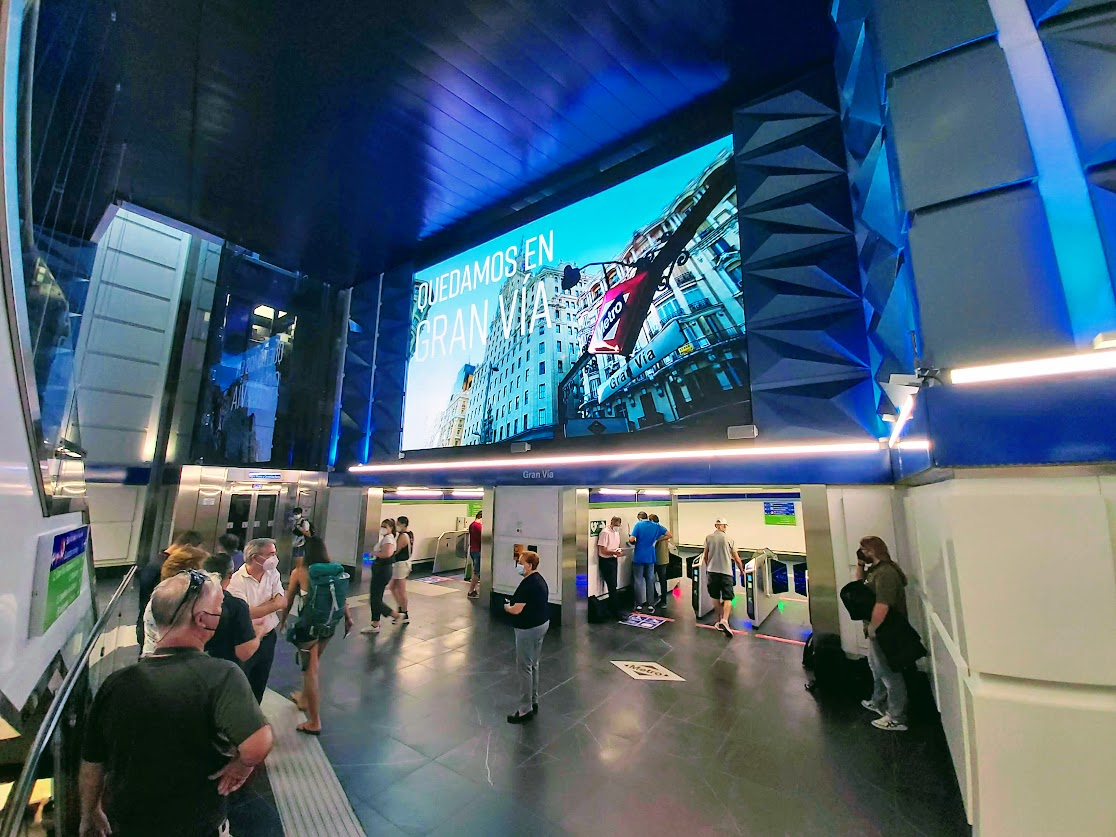

### Desserte

#### Gran Vía L1
La station est desservie par les rames de la ligne 1 du métro de Madrid.

Installations et desserte
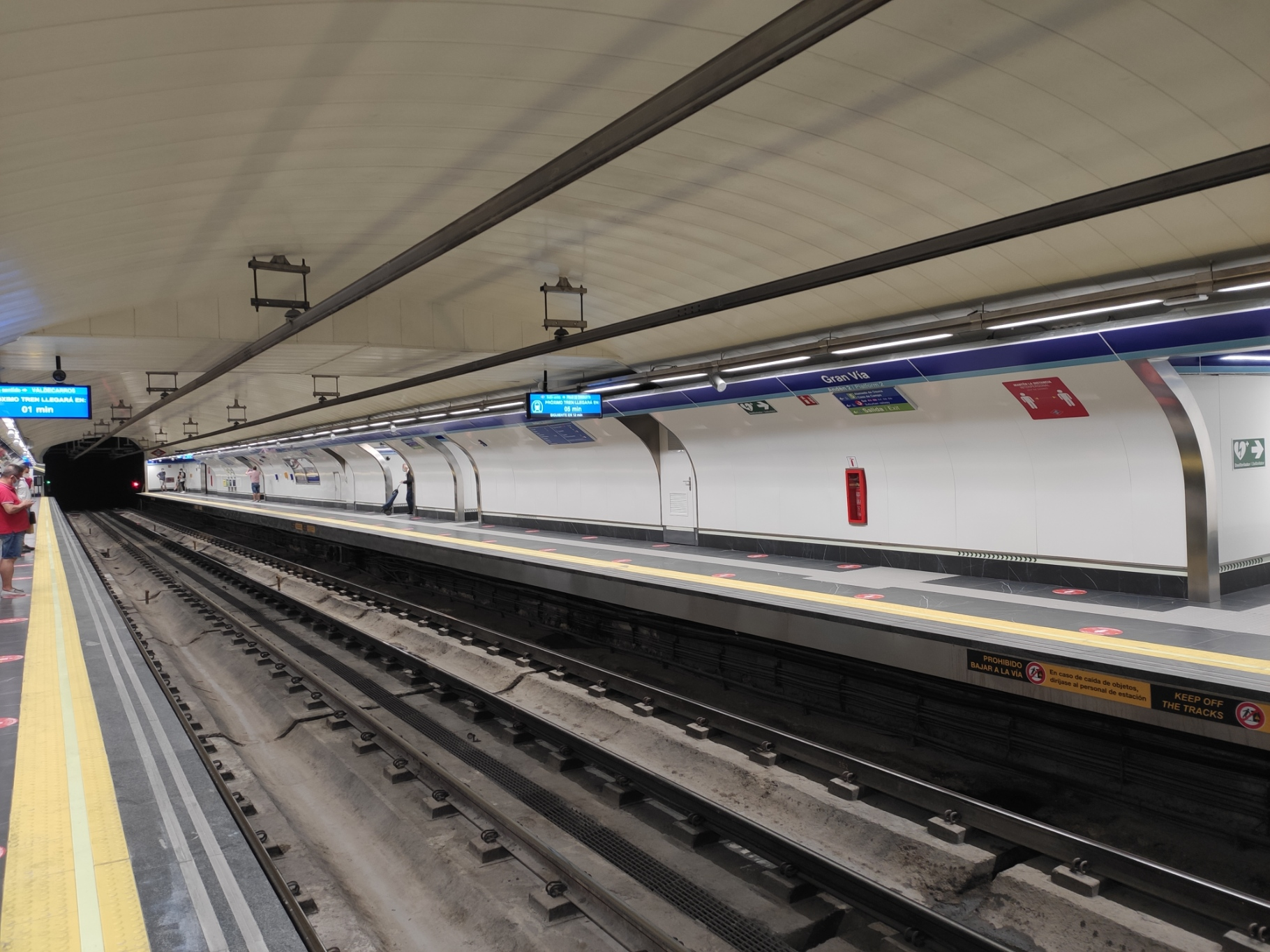
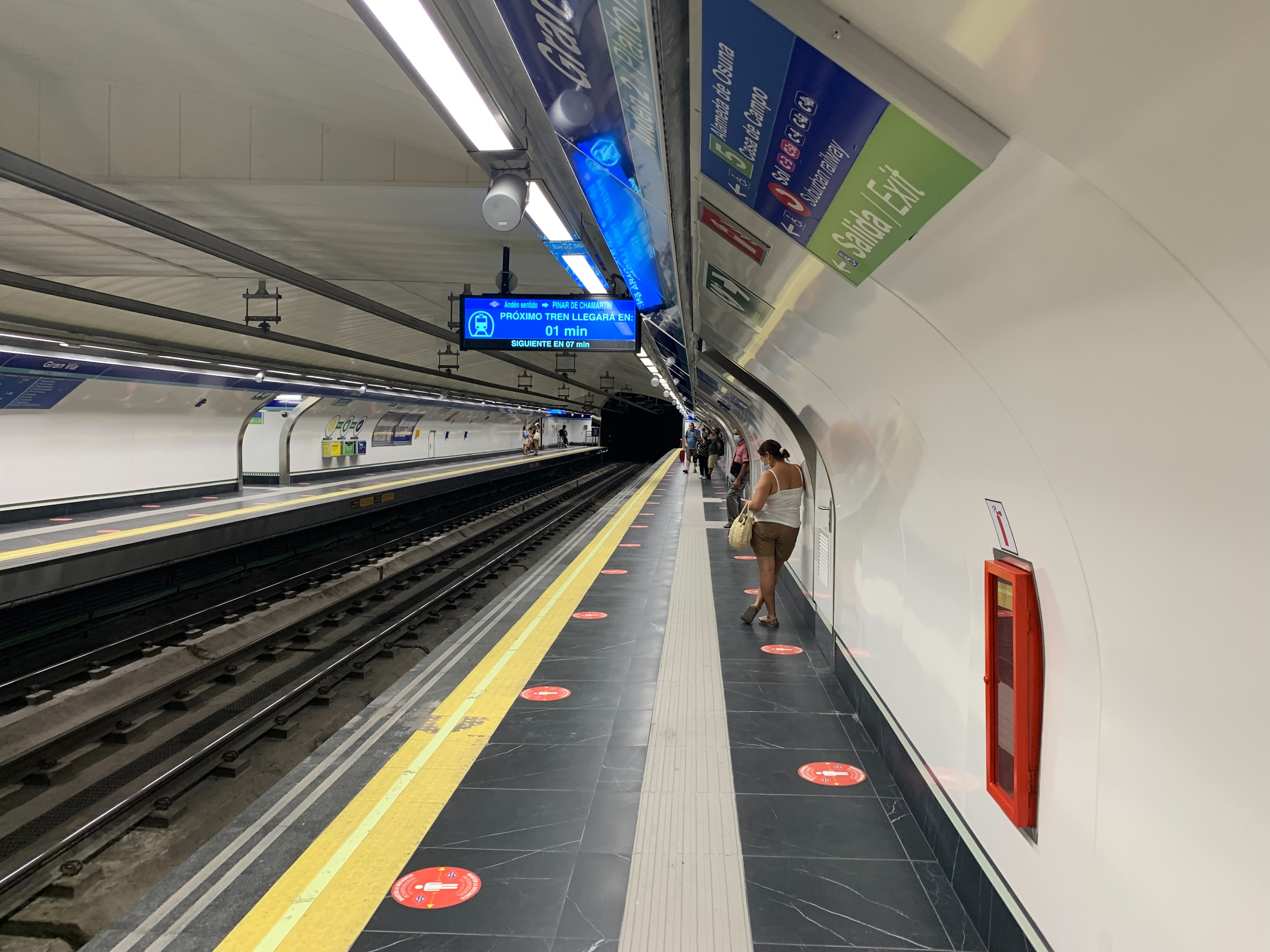
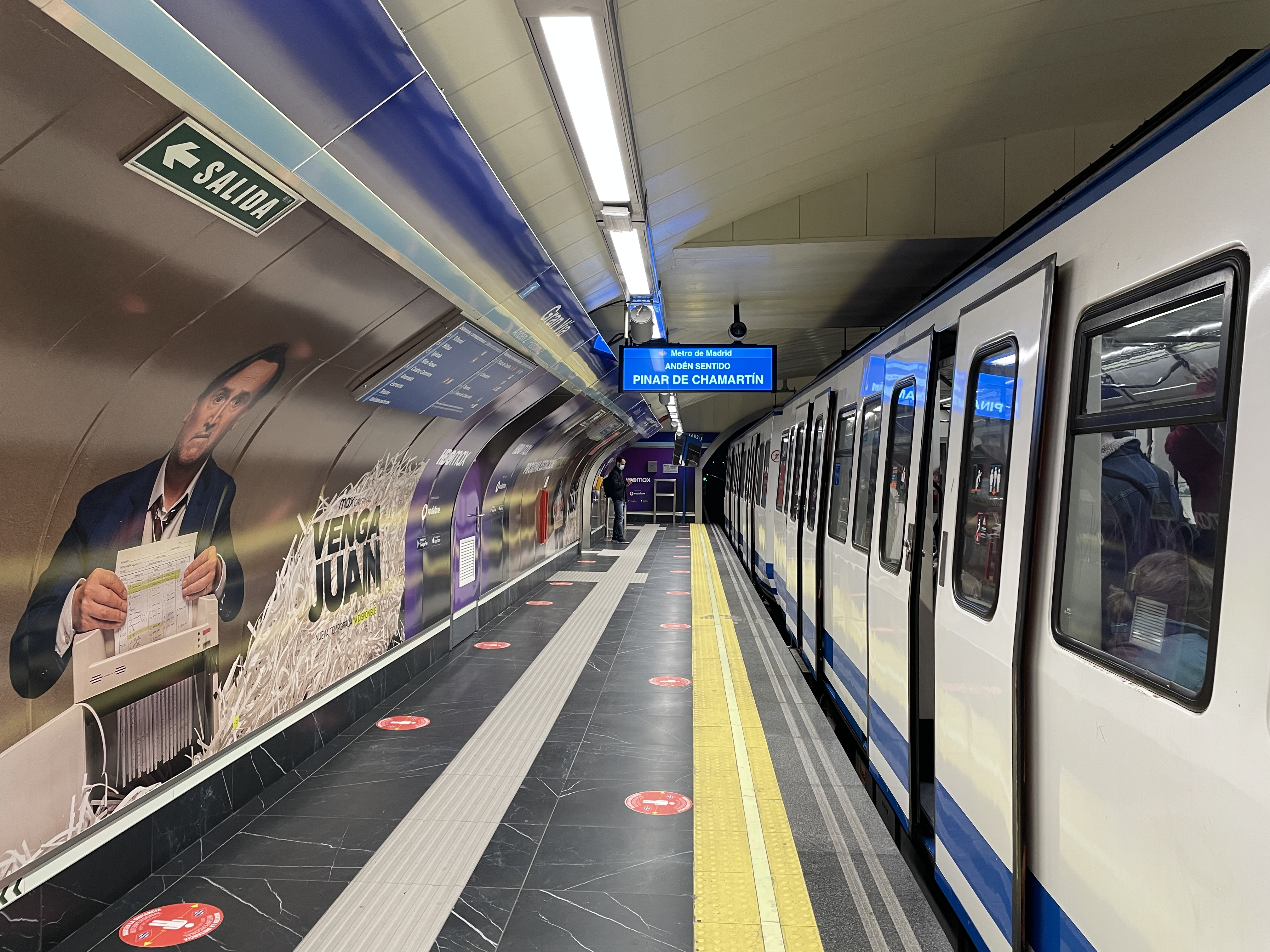

#### Gran Vía L5
La station est desservie par les rames de la ligne 5 du métro de Madrid.

Installations et desserte
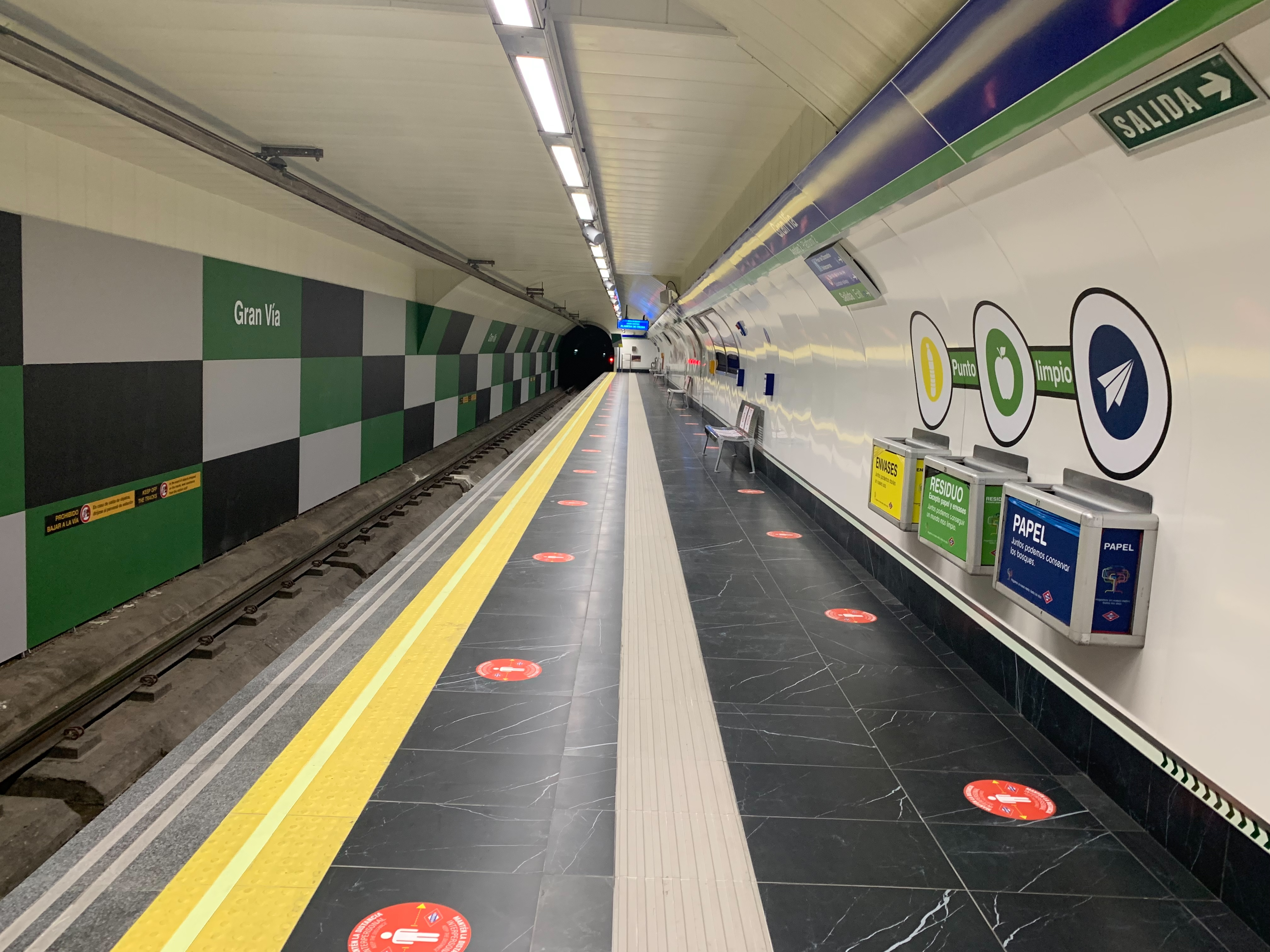
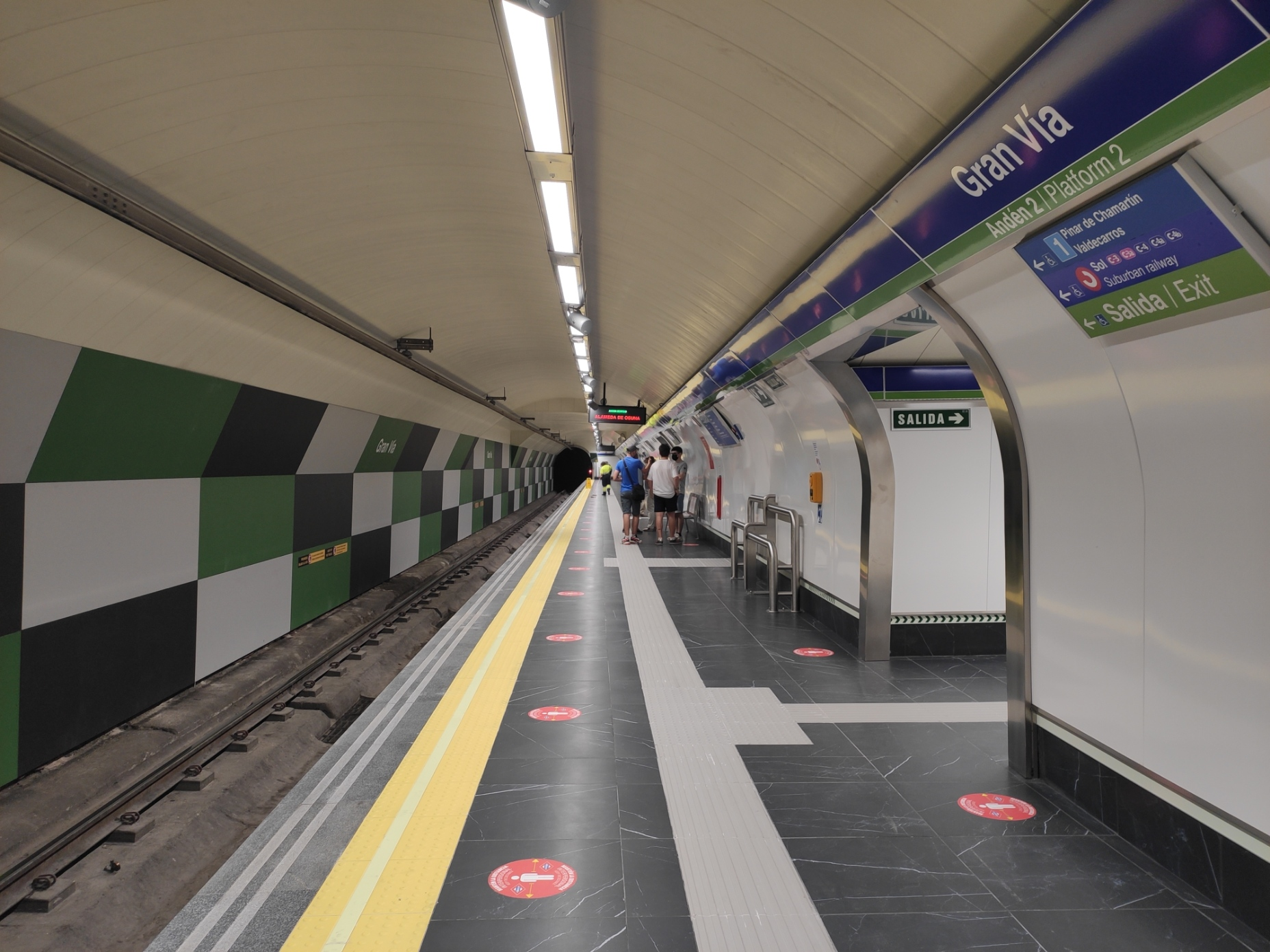
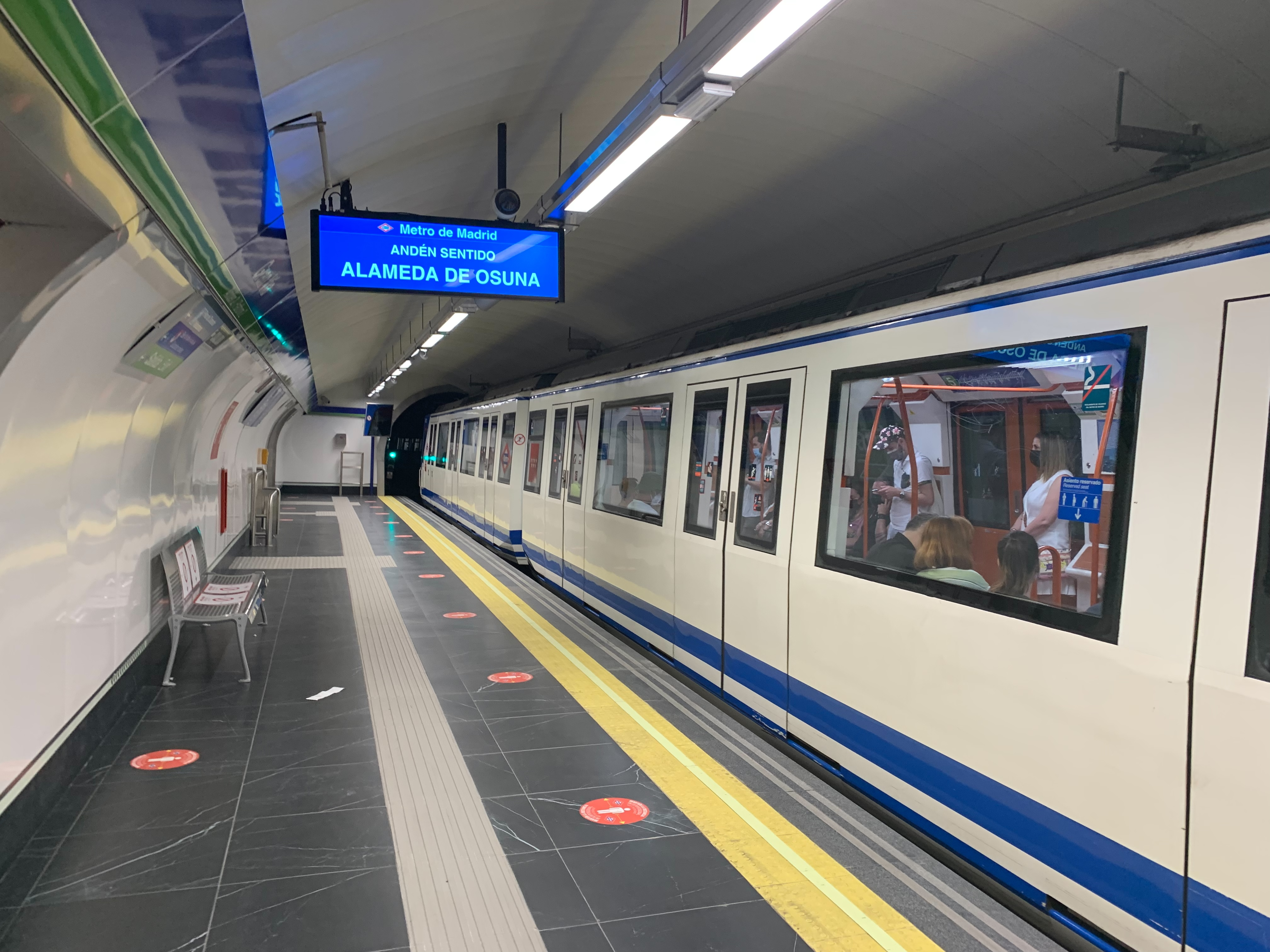

### Intermodalité
À proximité, des arrêts de bus EMT, sont desservis par les lignes : diurne 1, 2, 3, 74, 146, 001, 002 et nocturne N16, N18, N19, N20 et N21.

## À proximité
La station s'ouvre sur la Gran Vía, principale artère commerçante de la ville. À proximité s'élève l'immeuble Telefónica, un des premiers gratte-ciel construits à Madrid.